# Regina Weber
Pour les articles homonymes, voir Weber.
Regina Weber (née le 12 avril 1963 à Winsen) est une gymnaste rythmique allemande.

## Biographie
Regina Weber obtient aux Jeux olympiques d'été de 1984 à Los Angeles la médaille de bronze au concours général individuel.
Elle est la mère du footballeur international allemand Leroy Sané, né en 1996.

## Palmarès

### Jeux olympiques
- Los Angeles 1984
  -  médaille de bronze au concours général individuel.